# Рома (линкор)
«Рома» (итал. Roma — Рим) — итальянский линкор типа «Литторио» времён Второй мировой войны. Назван в честь итальянской столицы. Третий линкор в серии.

## История

### Строительство
До 1933 года в Италии не проводились меры по обновлению кораблей Военно-морских сил. Только в 1933 году два линкора типа «Конте ди Кавур» были отправлены на модернизацию, а в том же году были заложены на верфях корабли «Литторио» и «Витторио Венето». В мае 1935 года Морское министерство Италии начало готовить пятилетнюю программу строительства кораблей для флота, куда входило сооружение четырёх линкоров, трёх авианосцев, четырёх тяжёлых крейсеров, 54 подводных лодок и 40 малых кораблей. В декабре 1935 года адмирал Доменико Каваньяри обратился с просьбой к Бенито Муссолини выдать разрешение на строительство ещё двух линкоров, опасаясь возможного усиления флотов Великобритании и Франции. Сначала Муссолини проигнорировал просьбу Каваньяри, но всё-таки позднее дал добро на строительство линкоров. В январе 1937 года поступил заказ на строительство кораблей, которые назвали «Рома» и «Имперо».
Строилась «Рома» по несколько улучшенному проекту. Закладка корабля была осуществлена 18 сентября 1938 года на верфи «Кантьери Риунити дель Адриатико» в Триесте на том же стапеле, с которого сошёл «Витторио Венето». 9 июня 1940 года корабль спустили на воду, в строй он вошёл 14 июня 1942 года. По сравнению с «Витторио Венето» этот линкор был немного улучшен в конструкторском плане: размер надводного борта был немного увеличен, а зенитное вооружение дополнительно усилено: вместо 24 20-мм/65 пушек «Бреда» были установлены сразу 32 таких орудия.

### Боевая служба
21 августа 1942 года «Рома» прибыл в Таранто и вошёл в состав 9-й дивизии. Однако топлива кораблю катастрофически не хватало, из-за чего невозможно было провести даже минимум выходов в море для боевой подготовки и отработки экипажа. Вследствие этого вместе с «Витторио Венето» и «Литторио» они вынуждены были превратиться в плавучие крепости, которые отражали авианалёты союзников на города Италии. Впрочем, «Рома» несколько раз совершал выходы на базу в Неаполь и Специю. К декабрю 1942 года в Средиземноморье уже скопились настолько крупные силы союзников, что некогда грозные итальянские линкоры уже были не в силах противостоять мощному британскому флоту. 6 декабря 1942 года «Рома» вместе с «Витторио Венето» и «Литторио» совершил переход из Таранто в Специю, где стал флагманским кораблём Королевского флота. Линкоры простаивали в порту в течение первой половины 1942 года и не предпринимали каких-либо активных действий.
14 и 19 апреля 1943 года «Рома» подвергся первому мощному авианалёту со стороны американцев, однако повреждений не получил. Впрочем, 5 июня 1943 года и этот линкор не устоял перед авиацией союзников: бомбардировщики B-17 сбросили в 13:59 две бронебойные бомбы массой 908 кг каждая. Одна из них пробила палубу полубака и борт в районе 222-го шпангоута. Взорвавшись в воде по правому борту, она повредила 32 м² подводного борта: вода проникла в район с 221-го по 226-й шпангоуты. Вторая бомба взорвалась в воде с левого борта в районе 200-го шпангоута и повредила 30 м² подводного борта (вода прорвалась в район со 198-го по 207-й шпангоуты). В итоге корабль принял 2350 т забортной воды, но не затонул только потому, что бомбы были бронебойными, а не фугасными.
В ночь с 23 на 24 июня ещё две авиабомбы поразили «Рому»: одна пробила ют и вызвала разрушения в подпалубных помещениях, а вторая взорвалась на лобовой плите третьей 381-мм башни, причинив окружающим конструкциям мелкие повреждения. Повреждения оказались не настолько большими только благодаря тому, что места падения бомб были довольно серьёзно бронированы. Следствием всё же стал уход линкора на ремонт в Геную, куда он прибыл 1 июля. В Специю корабль возвратился 13 августа.

### Гибель линкора
9 сентября 1943 года, на следующий день после капитуляции Италии во Второй мировой войне итальянские корабли, базировавшиеся в Специи (в их число входили линкоры «Рома», «Витторио Венето» и «Италия», крейсеры «Эудженио ди Савойя», «Раймондо Монтекукколи» и «Эммануэле Филиберто Дюка д’Аоста» и восемь эсминцев) отправились под командованием адмирала Карло Бергамини из порта. Бергамини, основываясь на поступивших незадолго до капитуляции приказах, собирался якобы атаковать корабли союзников к юго-западу от Апеннинского полуострова. Сама же капитуляция фактически была подписана 3 сентября в Кассибиле в строжайшей секретности.

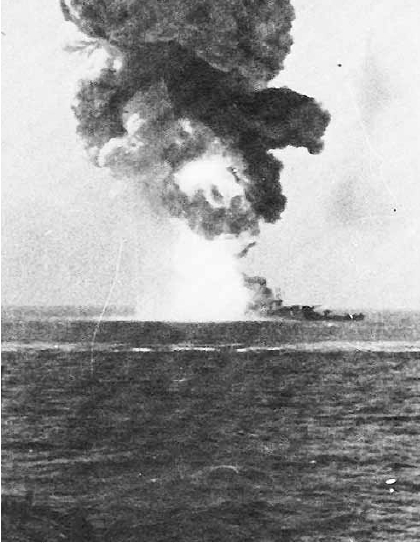
Гибель линкора «Рома»

Бергамини было приказано не отплывать до тех пор, пока не придут какие-либо другие приказы. Однако когда уже корабли вышли в море, Бергамини получил сообщение о капитуляции Италии и призыв немедленно отправить корабли для сдачи на Мальту. С большой неохотой он всё-таки решился исполнить распоряжение командования и для начала отправился в Маддалену (север Сардинии). Из Генуи дополнительно отплыли крейсеры «Дюка делли Абруцци», «Джузеппе Гарибальди» и «Аттилио Реголо». Когда Бергамини собирался продвигаться по проливу Бонифасио, ему сообщили, что Сардиния уже занята германскими войсками.
Тем временем германские войска готовились к захвату или в крайнем случае к уничтожению всего итальянского флота, чтобы он не достался союзникам. С аэродромов на юге Франции (Ним-Гарон и Истр) взлетели несколько самолётов Dornier Do 217, вооруженные тяжелыми радиоуправляемыми планирующими авиабомбами «Фриц-X». Они обнаружили итальянскую эскадру в Сардинском заливе, но итальянцы не открывали огонь: во-первых, самолёты были на такой высоте, что невозможно было определить их принадлежность по опознавательным знакам; во-вторых, Бергамини сам ошибочно считал, что это были самолёты союзников, прикрывавшие эскадру с воздуха. Однако в 15:37 по «Италии» и «Роме» немцы открыли огонь. Корабли тут же начали маневрировать, стремясь сбить с толку атакующие самолёты. Несмотря на то, что первая атака Люфтваффе сорвалась, спустя 15 минут первая бомба поразила борт «Италии» рядом с её главными башенными артустановками, а затем ещё одна бомба попала и в «Рому».
Первый «Фриц-X» угодил в палубу полубака по правому борту между 100 и 108 шпангоутами, прошёл через отсеки конструктивной подводной защиты и взорвался в воде под корпусом корабля. Взрыв привёл к огромным разрушениям подводной части линкора, и туда стала поступать забортная вода. В считанные минуты она затопила кормовое машинное отделение, третью электростанцию, седьмое и восьмое котельные отделения. Повреждение кабелей вызвало многочисленные замыкания и возгорания электрооборудования в кормовой части. Корабль покинул строй соединения, резко сбавив ход.

Место гибели линкора

В 16:02 линкор поразил второй «фриц». Это попадание добило огромный корабль: бомба поразила его в палубу полубака по правому борту между 123 и 136 шпангоутами, прошла через все палубы и взорвалась в носовом машинном отделении. Начался пожар, который привёл к детонации носовой группы артиллерийских погребов. Огромный язык пламени вырвался из барбета второй 381-мм башни на несколько десятков метров вверх, а сама башня сорвалась со своего места и вылетела за борт. После серии внутренних взрывов корпус переломился в районе носовой надстройки, а линкор, кренясь на правый борт, опрокинулся и пошел ко дну. Из 1849 членов экипажа удалось спасти только 596. По некоторым данным, на корабле были члены семей некоторых офицеров корабля. Линкор затонул под следующими координатами: 42°10' северной широты и 8°40' восточной долготы. 
Служба линкора продолжалась всего 15 месяцев. Он так и не выполнил ни одного боевого задания, хотя совершил 20 выходов в море. «Рома» прошёл 2492 мили за 133 ходовых часа и израсходовал 3320 тонн топлива. В ремонте он находился 63 дня.
После атаки на эти корабли итальянцы запросили Мальту о вызове воздушного прикрытия, однако им было отказано: самолёты союзников в тот момент прикрывали с воздуха морской десант в Салерно. Командование флотом принял на себя адмирал Да Зара, который и попытался прорваться на Мальту. Крейсер «Аттилио Реголо», три эсминца и корабль сопровождения подобрали выживших моряков «Ромы» и отправились на Балеарские острова, в Порт-Маон. Оставшиеся корабли добрались до Мальты, и вскоре адмирал сэр Эндрю Каниннгхэм отправил радиограмму Адмиралтейству Италии, в которой сообщил, что итальянские корабли бросили якорь в порту Ла-Валетта.

## Обнаружение
Затонувший линкор был обнаружен 17 июня 2012 г. с помощью дистанционно управляемого глубоководного аппарата Pluto Palla. Обломки затонувшего судна находятся в заливе Асинара, на глубине около 1000 м, примерно в 30 км от северного побережья Сардинии, и представляют собой 3 отдельные части корпуса и несколько более мелких элементов конструкции судна, обособленно лежащих на морском дне. 10 сентября 2012 г. на месте гибели линкора (на борту фрегата ВМС Италии) была проведена поминальная церемония с участием министра обороны Италии Джампаоло Ди Паолы..